# 中國鳥屬
中國鳥屬（意為「中國的鳥」）是屬於反鳥類的原始鳥類，體長約17公分，翼展估計長約35公分，相當於現今小型雀鳥的體型。中國鳥生存於下白堊紀晚期的阿普第階（約1億2000萬年前左右），正模標本（編號 BNHM BPV 538）在1987年發現於中國遼寧朝陽的勝利鄉，出土自九佛堂組地層，是遼西地區最早被發現的鳥類，也是促使熱河生物群於1990年代後期被發現的主要生物之一。
該屬目前僅有一個有效物種，即模式種三塔中國鳥（S. santensis），於1992年由美國芝加哥大學的古生物學家保羅·塞里諾（Paul C. Sereno）與北京自然博物館的古生物學家饒成剛共同正式發表、描述與命名。種名「三塔」是化石所出土的朝陽地區在早期非正式的代稱，指的是朝陽城區迄遼代建成的三座佛塔（南塔、北塔和東塔）。

## 分類
美國芝加哥大學著名教授保羅·塞里諾（Paul C. Sereno）等人認為於同一地層發現的華夏鳥是中國鳥的次異名。他們指出這兩者的結構非常相似，同樣有尾綜骨的獨有衍徵。不過，中國古生物學家周忠和等人卻指出華夏鳥較中國鳥為大，第一指較短及直，其上的爪也較長，故相信兩者應有分別。另外於2008年，李建軍等人在描述查布華夏鳥的論文中亦認為兩者是有分別的。後來於2010年的研究中認為兩者在爪及指的長度、臀骨及尾綜骨的大小也有分別，故兩者並非異名。